# Mark Burton (Drehbuchautor)

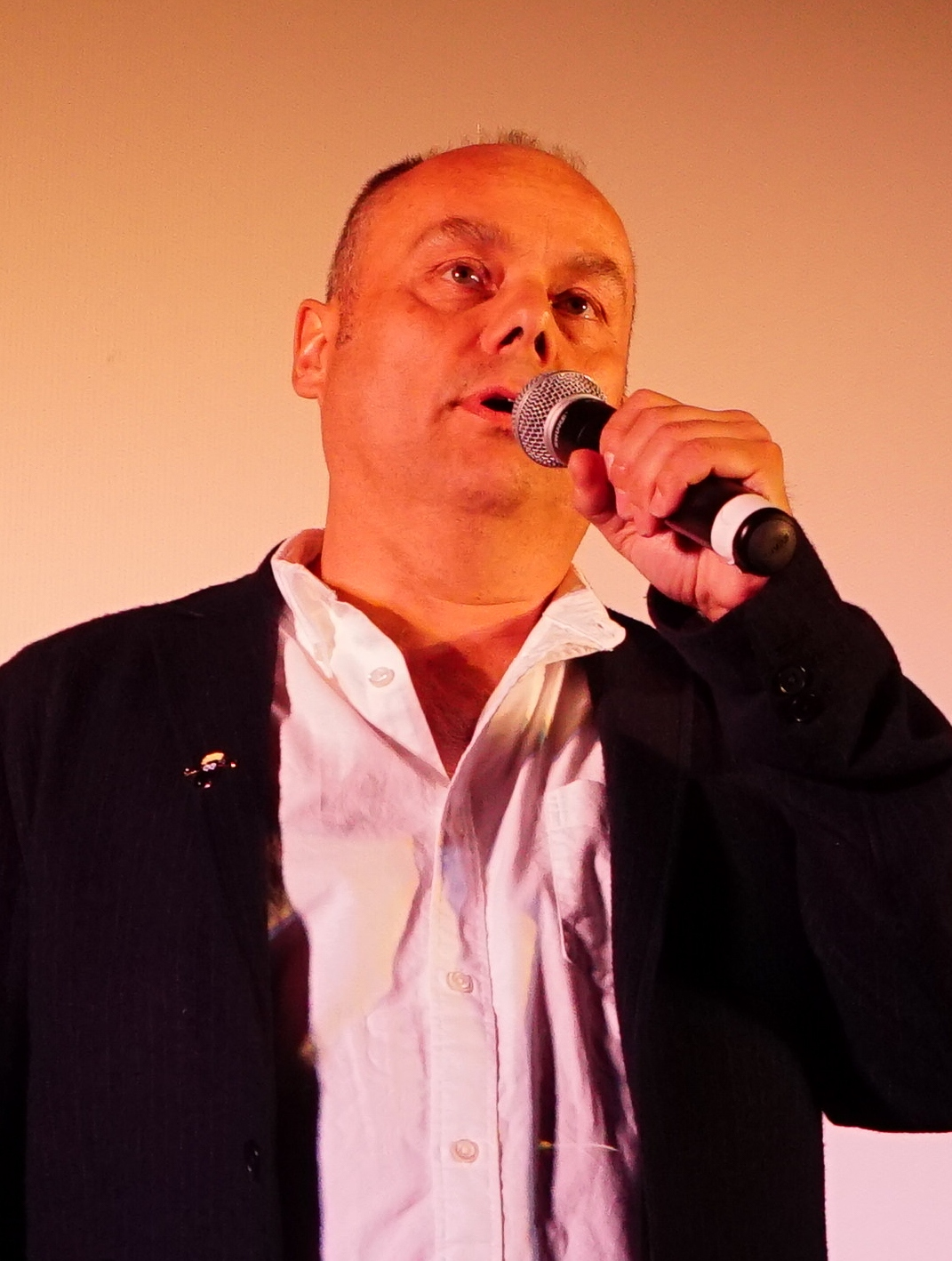
Mark Burton 2015 bei der San Francisco Film Society

Mark Burton (* 1960 im Vereinigten Königreich) ist ein britischer Drehbuchautor und Regisseur. Als einer der beiden Regisseure des Films Shaun das Schaf – Der Film wurde er bei der Oscarverleihung 2016 in der Kategorie Bester animierter Spielfilm nominiert.

## Leben
Mark Burton war vor Shaun das Schaf – Der Film vor allem als Drehbuchautor aktiv und arbeitete meistens zusammen im Team mit John O’Farrell. Zunächst schrieben sie fürs Radio. bis sie 1988 zu der sarkastischen Polit-Satire Spitting Image kamen, wo sie rasch zu den Stammschreibern der von 1984 bis 1996 laufenden Show aufstiegen. Zu ihren weiteren Arbeiten gehörten die Fernsehserie Room 101 (1995–1997) und Never Mind the Buzzcocks (1997–1998). Später arbeiteten sie mit Aardman Animations zusammen und entwickelten Dialoge für Chicken Run – Hennen rennen (2000). Danach trennten sich die Wege der beiden.
Mark Burton arbeitete unter anderem an Madagascar (2005), Wallace & Gromit – Auf der Jagd nach dem Riesenkaninchen (2005) und Gnomeo und Julia mit. Seine erste Regiearbeit wurde schließlich Shaun das Schaf – Der Film, den er zusammen mit Richard Starzak realisierte. Der Film wurde 2016 in der Kategorie Bester animierter Spielfilm für den Oscar nominiert, unterlag jedoch Alles steht Kopf.

## Filmografie
Regie
- 2015: Shaun das Schaf – Der Film (Shaun the Sheep) zusammen mit Richard Starzak

Drehbuch (Auswahl)
- 1987–1991: Spitting Image
- 1995–1997: Room 101
- 1997–1998: Never Mind the Buzzcocks
- 2000: Chicken Run – Hennen rennen (Chicken Run)
- 2005: Wallace & Gromit – Auf der Jagd nach dem Riesenkaninchen (Wallace & Gromit: The Curse of the Were-Rabbit)
- 2009: Die Noobs – Klein aber gemein (Aliens in the Attic)
- 2011: Gnomeo und Julia (Gnomeo & Juliet)
- 2018: Early Man – Steinzeit bereit (Early Man)
- 2024: Paddington in Peru
- 2024: Wallace & Gromit – Vergeltung mit Flügeln (Wallace & Gromit: Vengeance Most Fowl)